# Magnus Gullerud
Magnus Gullerud (Kongsvinger, 13 de noviembre de 1991) es un jugador de balonmano noruego que juega como pívot en el Kolstad Håndball y en la selección de balonmano de Noruega.
Con la selección ganó la medalla de plata en el Campeonato Mundial de Balonmano Masculino de 2017 y en el Campeonato Mundial de Balonmano Masculino de 2019.

## Palmarés

### Elverum HB
- Liga de Noruega de balonmano (2): 2012, 2013

### SC Magdeburg
- Liga Europea de la EHF (1): 2021
- Liga de Alemania de balonmano (1): 2022

### Kolstad Håndball
- Liga de Noruega de balonmano (2): 2023, 2024
- Copa de Noruega de balonmano (2): 2023, 2024

## Clubes
- Skarnes HB
- Elverum Handball ( -2013)
- Sønderjyske HB (2013-2016)
- TSV GWD Minden (2016-2020)[4]
- SC Magdeburg (2020-2022)
- Kolstad Håndball (2022- )